# Bardym
De Bardym (Russisch: Бардым) is een rivier in het zuidwesten van de Russische oblast Sverdlovsk in de Centrale Oeral en vormt een zijrivier van de Serga.
De rivier heeft haar oorsprong in een aantal bronnen in de buurt van de berg Sjoenoet (724 meter) en stroomt vandaar uit naar het noordwesten om bij de stad Nizjnieje Sergi uit te monden in de Serga in een kleine rivierdelta. De rivier ontdooid gewoonlijk rond eind april, begin mei. De belangrijkste zijrivieren van de Bardym zijn de Revdelka en de Poloedenny Bardym. Aan de rivier ligt de onbewoonde plaats Revdel.
De rivier is alleen bevaarbaar in de lente, wanneer de rivier buiten haar oevers treedt.